# Liśnik Duży (gromada)
Liśnik Duży – dawna gromada, czyli najmniejsza jednostka podziału terytorialnego Polskiej Rzeczypospolitej Ludowej w latach 1954–1972.
Gromady, z gromadzkimi radami narodowymi (GRN) jako organami władzy najniższego stopnia na wsi, funkcjonowały od reformy reorganizującej administrację wiejską przeprowadzonej jesienią 1954 do momentu ich zniesienia z dniem 1 stycznia 1973, tym samym wypierając organizację gminną w latach 1954–1972.
Gromadę Liśnik Duży z siedzibą GRN w Liśniku Dużym utworzono – jako jedną z 8759 gromad na obszarze Polski – w powiecie kraśnickim w woj. lubelskim na mocy uchwały nr 10 WRN w Lublinie z dnia 5 października 1954. W skład jednostki weszły obszary dotychczasowych gromad Liśnik Duży kol., Liśnik Duży wieś, Marynopole i Suchodoły ze zniesionej gminy Gościeradów w tymże powiecie. Dla gromady ustalono 17 członków gromadzkiej rady narodowej.
1 stycznia 1969 gromadę zniesiono, włączając jej obszar do gromad Gościeradów (wsie Liśnik Duży, Kolonia Liśnik Duży i Suchodoły) i Trzydnik Duży (wieś Marynopole) w tymże powiecie.